# Симон Филипп (граф Липпе)
Симон Филипп Липпский (нем. Simon Philipp zur Lippe; 6 апреля 1632, Детмольд — 19 июня 1650, Флоренция) — граф Липпе-Детмольда в 1636—1650 годах.

## Биография
Симон Филипп — старший сын графа Симона Людвига Липпского и его супруги Екатерины Вальдек-Вильдунгенской. Отец Симона Филиппа рано умер от оспы, мать пыталась стать опекуном для своих сыновей, но получила отказ ввиду своей молодости. Опекуном для детей должен был стать дед, граф Кристиан Вальдекский, но тут вмешался дядя Иоганн Бернгард, брат умершего графа, который и стал регентом графства Липпе.
Беспокоясь за жизнь сыновей, графиня Екатерина вступила в контакт с войсками Гессен-Дармштадта, стоявшими в это время в Лемго и Ринтельне, и в 1638 году некий гессенский капитан выкрал юных принцев из Детмольда и привез в Лемго и Гамельн. Позднее принцы были отправлены в Марбург и переданы под опеку ландграфа Георга II Гессен-Дармштадтского, бабушка которого по отцовской линии приходилась сестрой Симону VI.
В 1645 году принцев перевезли в целях безопасности подальше от военных действий в Гиссен. Там свирепствовала оспа, унёсшая в 1646 году жизни младших братьев Симона Людвига Германа Отто и Людвига Кристиана. В 1647 году по указанию матери Симона Людвига Екатерины, которая к тому времени вышла замуж за Филиппа Людвига Гольштейн-Визенбургского и стала герцогиней Гольштейнской, принца выкрали во второй раз. Окольными путями граф Симон Филипп вернулся в Детмольд, где состоялась его помолвка с 7-летней графиней Елизаветой Шарлоттой Гольцаппельской.
В 1649 году Симон Филипп отправился путешествовать и побывал в Париже, Гренобле, Риме, Милане и Флоренции, где заразился оспой и умер в 1650 году. Не оставившему наследников племяннику на законных основаниях наследовал граф Иоганн Бернгард.